# Gröbner-Heimalm
Die Gröbner-Heimalm (auch Gröbner Heimalm) ist eine Alm in den Gemeinden Bad Hofgastein und Dorfgastein im österreichischen Bundesland Salzburg.

## Lage und Charakteristik
Die Gröbner-Heimalm erstreckt sich an den nordöstlichen Hängen des Wachtbergs in der Goldberggruppe. Sie liegt zu einem Teil in der Ortschaft Breitenberg und der Katastralgemeinde Wieden in der Marktgemeinde Bad Hofgastein und zum anderen Teil in der Ortschaft Luggau und der Katastralgemeinde Dorfgastein in der Gemeinde Dorfgastein. Die Gröbner-Heimalm ist wie die Gröbner-Hochalm dem Obergröbnergut in Luggau zugehörig.
Das Gelände fällt Richtung Osten in das Flusstal der Gasteiner Ache ab. Eine Almhütte steht auf einer Höhe von 1301 m ü. A. Direkt nördlich der Almhütte befindet sich eine landschaftsästhetisch markante Berg-Ahorn-Baumgruppe. Quer über die Alm ziehen sich zwei Fichtenhecken. Im Süden wird sie von einem Grauerlen-Hangwald begrenzt. Zwei weitere Biotope auf der Gröbner-Heimalm sind ein Halbtrockenrasen und ein Kleinseggenried.

## Geschichte
Im von 1823 bis 1830 erstellten Franziszeischen Kataster sind im Bereich der Alm eine Flur namens Schöneckerhalt und mehrere Gebäude verzeichnet.